# Marco Koskas
Pour les articles homonymes, voir Koskas.
Marco Koskas est un écrivain franco-israélien né le 3 septembre 1951 en Tunisie.   

## Biographie
Arrivé en France à l'âge de 11 ans, Marco Koskas est le fils d'un cafetier juif tunisien installé en banlieue parisienne qui meurt au bout d'un an d'exil. Il fait ses études secondaires au lycée de Saint-Cloud. Collaborateur du Matin, Globe, L'Express et Libération, il a été détective privé et pensionnaire de la Villa Médicis de 1980 à 1982.

### Carrière littéraire
Repéré par Erik Orsenna et auteur de quinze livres, il reçoit le prix du premier roman en 1979 pour Balace Bounel.
Marco Koskas est également auteur dramatique. Sa première pièce Le Roi des Schnorrers, adaptée du roman éponyme d'Israel Zangwill, est montée au festival d'Avignon en 1995 dans une mise en scène de Jean-Luc Porraz au Théâtre Benoît-XII. 
En mai 2009, Koskas publie un roman policier, Aline, pour qu'elle revienne aux Éditions Baleine.
En janvier 2012, il publie Mon cœur de père, chez Fayard où il décrit, sous forme d'un journal, ses conflits avec son fils, devenu juif orthodoxe.  
À la fin de l'année 2011, Koskas émigre en Israël. Il vit désormais à Tel-Aviv. Avant de quitter la France, il publie un article intitulé « Peut-on encore être un écrivain juif en France ? », dans lequel il retrace sa vision de l'historique du sentiment antisémite et anti-israélien dans le milieu littéraire français et dans les médias. L'article, est finalement publié en mars 2012 dans la version française du Jerusalem Post. 

#### Auto-édition controversée
En juillet 2018, son roman Bande de Français, qui raconte l'installation de juifs français à Tel-Aviv, mais où « les Palestiniens sont invisibles », est sélectionné parmi les 17 ouvrages cités pour le prix Renaudot. Ce roman ayant été refusé par toutes les maisons d'éditions, Koskas l'a publié via la plateforme CreateSpace d'Amazon sous le nom d'une maison d’édition inventée pour l’occasion, « Galligrassud », compression de trois grandes maisons d’éditions parisiennes,. L'ouvrage étant exclusivement diffusé par Amazon, le Syndicat de la librairie française (SLF) dénonce la valeur symbolique de ce choix et déclare qu'il « rend un bien mauvais service à l'auteur lui-même, aux libraires et donne un signal inquiétant pour l'avenir de la création et de la diffusion du livre. »

## Appel au meurtre de députés français
Le 20 février 2025, il publie un billet intitulé Comment résister ? pour le magazine en ligne Tribune Juive, dans lequel il menace de meurtre les députés français membres de La France insoumise Ersilia Soudais et Éric Coquerel. Dans le texte, relatif au climat de tension politique autour du conflit israélo-palestinien, il écrit : « je ne vois pas d’autre réponse que foutre une balle dans la tête de Mme Sourdais, Monsieur Coquerel et toute la mélenchonie. Mais je n’aurais jamais assez de balles pour dézinguer tous ces affreux »,,. Les deux parlementaires visés annoncent porter plainte,, malgré le « deux poids, deux mesures » dénoncé : « Je n’ai toujours pas entendu M. Retailleau s’exprimer sur le fait qu’il y a une menace de mort, de balles dans la tête, sur moi et Ersilia Soudais et là, je n’ai pas vu une réaction officielle, je n’ai pas vu une réaction de l’Assemblée, je n’ai pas vu une réaction d’autres groupes politiques, alors même qu’on menace de mort le président de la Commission des Finances ».

## Ouvrages
- Balace Bounel, Ramsay, 1979 ; rééd. Pocket, 1989 (prix du premier roman)
- Destino, Grasset, 1981
- L’Homme de paille, Calmann-Lévy, 1988
- L’Étrangère (récit), Calmann-Lévy, 1988
- La Position Tango, J.-C. Lattès, 1990
- Albert Schweitzer ou le Démon du bien (biographie), J.-C. Lattès, 1992 ; rééd. Livre de Poche, 1992
- Arafat ou le palestinien imaginaire (biographie), J.-C. Lattès, 1994
- J’ai pas fermé l’œil de l'été, Julliard, 1995
- L’Hindou assis sur son trésor (récit), JC Lattès, 1997
- Love and stress, Laffont, 2002
- Avoue d'abord, La Table Ronde, 2007
- Aline, pour qu’elle revienne (roman), éditions Baleine, 2009
- Mon cœur de père (journal), Fayard, 2012
- Ivresse du reproche (roman), Fayard, 2013

### Romans autoédités
- Le Roi

- Bande de Français, 2018
- Toutes les femmes ou presque, 2019

### Théâtre
- Le Roi des Schnorrers, Lansmann, 2002
- Dov de Deauville, inédit (sous-titres en hébreu d'Emmanuel Pinto)